# Калкинс, Мэри Уитон
Мэри Уитон Калкинс (англ. Mary Whiton Calkins; 30 марта 1863[…], Хартфорд — 26 февраля 1930[…], Ньютон, Массачусетс) — американский философ
, психолог. Она много лет преподавала в колледже Уэллсли в качестве психолога и проводила исследования сновидений и памяти. Калкинс была первой женщиной, ставшей президентом Американской психологической ассоциации и Американской философской ассоциации.

## Биография
Мэри Уитон Калкинс родилась 30 марта 1863 года в Хартфорде, штат Коннектикут. Её родителями были Уолкотт и Шарлотта Уитон Калкинс. Она была старшей из пяти детей. В 1880 году её семья переехала из Нью-Йорка в Массачусетс, поскольку отец, пресвитерианский священник, получил приглашение на работу. Отец Мэри хотел дать своим детям хорошее образование, поэтому после окончания средней школы она поступила в колледж. В 1882 году Мэри поступает в Смит-колледж на второй курс, однако ей приходится взять академический отпуск в 1883 году из-за смерти сестры и заниматься это время самостоятельно. В течение этого года она также занималась обучением двух своих братьев и изучала греческий язык. В 1884 году Мэри вернулась в колледж для продолжения обучения по специальности классическая философия. После завершения учёбы, семья Калкинс уехала на полтора года в Европу. За это время они посетили Италию, Грецию, жили в Лейпциге. По возвращении в Массачусетс, отец Мэри договорился о собеседовании с президентом женского колледжа Уэллсли, на должность преподавателя (репетитора) греческого языка. Она работала репетитором, а затем преподавателем на греческом отделении в течение трех лет. Профессор кафедры философии заметил хорошие результаты Калкинс и предложил ей должность преподавателя психологии, предмета, который был новым в учебной программе факультета философии.
Калкинс родилась в то время, когда женщинам предоставлялось больше возможностей, например, возможность посещать колледж и преподавать в них. Несмотря на это, она по-прежнему сталкивалась с дискриминацией женщин в сфере образования. Особенно это касалось тех, кто хотел получить образование в области психологии. Мэри рассматривала варианты программ в Мичиганском университете (с Джоном Дьюи), Йельском университете (с Джорджем Трамбаллом Лэддом), Кларке (с Грэнвиллом Стэнли Холлом) и Гарварде (с Уильямом Джеймсом). Её привлекали исследования именно в лабораторных условиях и единственными школами с такой спецификацией в то время были Кларк и Гарвард. Вероятно, из-за близости к её дому в Ньютоне, Калкинс подала заявку на поступление в Гарвард. В те года Гарвард не разрешал женщинам учиться в их учреждении. Даже после того, как её отец и президент Уэллсли отправили письма с просьбой о приеме, Гарвард не принял Калкинс в качестве студентки, разрешив ей только присутствовать на лекциях. Калкинс решила посещать занятия в одном из филиалов Гарвардского университета (предшественник Рэдклиффского колледжа), где преподавал Джозиа Ройс. Президент Гарварда Чарльз Уильям Элиот был против того, чтобы женщина училась в одном помещении с мужчинами, но под давлением Джеймса и Ройса, а также с ходатайством отца Мэри Элиот разрешил ей учиться в обычных классах с условием, что она не будет официально оформлена как ученица.

## Карьера в психологии
Калкинс начала свой путь в изучение психологии под руководством Уильяма Джеймса, вскоре после того, как в 1890 году был напечатан его широко известный учебник «Принципы психологии». Она высоко оценивала опыт, полученный от изучения его трудов, о чём писала в своей автобиографии: «то, что я получила из письменной страницы и даже в большей степени дискуссия тет-а-тет, как мне кажется, когда я оглядываюсь на неё, помимо всего остального, это было ярким ощущением конкретности психологии и непосредственной реальности „конечных индивидуальных умов“ с их „мыслями и чувствами“». Хотя Мэри и была впечатлена философией Джеймса, который посвятил её в сферу психологии, однако он не был экспериментатором, а именно этого хотелось получить Калкинс. Позднее Калкинс пришла к мнению, что именно доктрины Джеймса о транзитивных чувствах отношений, концепция сознания, как стремящегося к «личной форме», могли стать тем, что положило начало её основному интересу самопознания. После обучения у Джеймса Калкинс работала вместе с Эдмундом Сэнфордом из Университета Кларка, который позже помог ей в создании первой лаборатории женской психологии в колледже Уэллсли. Сэнфорд обучил Калкинс многим экспериментальным лабораторным приёмам, а также помог в создании и подборке многочисленных лабораторных инструментов для психологической лаборатории Уэллсли.
В 1891 году Калкинс вернулась в Уэллсли в качестве преподавателя психологии на философском факультете. После создания лаборатории она быстро завоевала популярность: её первый лабораторный семинар собрал более пятидесяти студентов. Калкинс начала строить планы относительно дальнейшего психологического образования. Совет Сэнфорда отговорил её от посещения школ, таких как Джонс Хопкинс и Кларк, предполагая, что они вряд ли будут принимать женщин в качестве студентов, опираясь на её опыт в Гарварде. С большим энтузиазмом они приняли её намерение обучения в Европе, ссылаясь на то, что Хьюго Мюнстерберг принимал студенток в свою лабораторию во Фрайбурге, Германия, после того, как увидели фотографию Мюнстерберга с женщиной в своей лаборатории. Джеймс на заявление Мэри о своих планах сообщает о том, что Мюнстерберг собирается приехать в Гарвард. За три года обучения Калкинс у Мюнстерберга было опубликовано несколько её статей, в том числе исследование сновидений, проведенное с Сэнфордом, и её первая статья об ассоциациях. В этот же период она занималась изучением памяти. В ходе этих исследований Калкинс создает метод правильных ассоциаций, известный теперь как «метод парных ассоциаций». Калкинс объясняет в своей автобиографии, что «показывая серию цветов в паре с цифрами, я обнаружила, что цифра, которая неоднократно появлялась в сочетании с данным цветом, была более вероятной, чем ярко окрашенная цифра или последняя цифра в паре с цветом, была более запоминаемая при повторном появлении данного цвета». Там же она описывает Мюнстерберга как «человека глубоко образованного, высокой оригинальности и поразительной разносторонности». Другая работа с Мюнстербергом включала исследование их мечты. Хьюго начал с обучения её деталям лабораторных экспериментов, поставив перед ней исследовательскую задачу, основанную на записях, которые они оба вели о своих сновидениях в течение нескольких недель. В течение этих недель они просыпались с будильниками в разное время ночи, записывали свои сны, а затем внимательно их изучали. Они пришли к выводу, что сны были не чем иным, как воспроизведением «людей, мест и событий недавнего чувственного восприятия». Исследование коллег, обучающихся под руководством Мюнстерберга, составило основу её докторской диссертации, которая была опубликована в 1896 году. Гарвард отказался одобрить рекомендацию Департамента философии и психологии о присуждении Калкинс докторской степени. Элиот твердо верил, что оба пола должны получать образование по отдельности, и, хотя он позволил Калкинс присутствовать в качестве «гостя», он и остальная часть правления отказались дать ей эту степень. На это момент никак не повлияло выполнение Мэри всех условий для получения докторской степени: ни сдача экзаменов, ни защита диссертации, ни рекомендации всех профессоров Гарварда. Тем не менее, исключительно из-за гендерной дискриминации ей было отказано в присужденной степени. Джеймс был удивлен и охарактеризовал её выступление как «самый блестящий экзамен на степень доктора философии, который когда-либо сдавали в Гарварде».
После завершения данного обучения она вернулась в Уэллсли в 1895 году в качестве адъюнкт-профессора психологии. Через два года она стала профессором психологии и философии. Это образование позволило ей вернуться к лекциям по классике и греческому языку. Её экспериментальная работа продолжалась и во время обучения. Начиная с 1900 года, Калкинс начала публиковать серию статей, в которых она описывала психологию как «науку о себе» — это было предпосылкой для развития её системы самопсихологии. В своих воспоминаниях она выражала благодарность людям, которые приняли её, помогали и поддерживали. Она не чувствовала неприязни к тем, кто был по другую сторону. Например, вместо того, чтобы выразить презрение к совету Гарварда за отказ принять её заявку на получение степени, она выразила им свою признательность за то, что они позволили ей участвовать в курсах, проводить исследования под руководством своих профессоров и работать с такими людьми, как Джеймс, Сэнфорд и Мюнстерберг. Она также упоминает помощь таких фигур, как Роберт Макдугалл и несколько других, которые годами работали с ней в качестве её помощников, советников и даже друзей.

## Достижения
За свою карьеру Калкинс опубликовала четыре книги и более ста статей как в области психологии, так и в области философии. Первый учебник Калкинс «Введение в психологию» был опубликован в 1901 году. «Постоянные проблемы философии» (1907) и «Хороший человек» и «Хороший» (1918) были двумя публикациями, в которых она выражала свои философские взгляды. Калкинс интересовалась памятью, а затем и концепцией самости (индивидуальности). Она провела в поиске много лет, пытаясь определить идею «я», но пришла к выводу, что никак не может определить его. Она заявила, что даже несмотря на то, что личность была неопределимой, она была «целостностью, одним из многих персонажей … уникальным существом в том смысле, что я есть я, а вы — это вы…».
В 1903 году Калкинс заняла двенадцатое место в списке пятидесяти значимых психологов своего времени, по мнению коллег Джеймса Маккина Кеттела, согласно их заслугам и достижениям. В 1905 году она была избрана президентом Американской психологической ассоциации и Американской философской ассоциации в 1918 году, так же была первой женщиной, занявшей должность в обоих обществах. Она была удостоена звания почетного доктора литературы в 1909 году в Колумбийском университете и доктора права в 1910 году в колледже Смита. Мэри была первой женщиной, избранной в почетное членство Британской психологической ассоциации. Калкинс проработала преподавателем в течение сорока лет в колледже Уэллсли, пока не вышла на пенсию в 1929 году.
Мэри Калкинс умерла в 1930 году, оставив после себя наследие для своих учеников и последователей в виде более сотни статей, четырёх книг, которые поровну разделены между областями психологии и философии. Она наиболее известна своими достижениями в области психологии и стремлением к признанию её трудов. После того, как ей отказали в ученой степени в Гарварде, Калкинс продолжил работать и бороться за равенство.

### Исследование снов
Под наставничеством Сэнфорда, Калкинс провела исследовательский проект, изучающий содержание снов, которые записывались в течение недели. Она записала 205 снов, а Сэнфорд — 170. Они просыпались с помощью будильников в разное время ночи и записывали свои сны в момент пробуждения. Они спали с блокнотами прямо у своей кровати, чтобы иметь возможность как можно быстрее записывать любые сны. Каждое утро они изучали все записи, независимо от того, казались ли они незначительными или значимыми. Калкинс объясняет в своей автобиографии, что сон «просто воспроизводит в целом людей и места недавнего чувственного восприятия и что он редко ассоциируется с тем, что имеет первостепенное значение в чьем-либо бодрствующем опыте». Другой вывод Калкинса и Сэнфорда предполагает потерю идентичности во сне как «не потерю, а изменение или удвоение самосознания … но все время осознает, что это он сам изменился или его идентичность удвоилась».
Зигмунд Фрейд цитировал её исследования при создании своей концепции сновидений. Она также утверждала, что фрейдистов в то время лишь «поверхностно интересовало явное содержание» сновидений. Однако результаты недавнего исследования, проведенного Монтанжеро и Каваллеро (2015), предполагают, что последовательные события снов их участников были правдоподобны лишь частично, и часто казалось, что они никак не связаны друг с другом. Это говорит о том, что сны не имеют скрытого значения, и подтверждает выводы первоначального исследования сновидений Калкина.

### Память
Одной из серии экспериментов Калкинс под руководством Хьюго Мюнстерберга было исследование памяти человека, её объёмов, способности запоминать. Эти эксперименты проводились в 1894 и 1896 годах. Её метод парных ассоциаций показал, что новизна уступает яркости, и как яркость, так и новизна уступают частоте. Её метод состоял в том, чтобы показать серию цветов в паре с цифрами с последующим тестированием на запоминание чисел, когда цвета, с которыми они были ранее соединены, снова повторяются. Результаты исследования показали, что числа в сочетании с яркими цветами сохраняются лучше, чем числа, связанные с нейтральными цветами. Однако главным фактором, влияющим на память, был не цвет, а частота воздействия. Калкинс признала, что ещё более значительным было то, что результаты были тем техническим методом запоминания, который она использовала, как метод «правильных партнёров». Этот метод является стандартным инструментом для обучения. Хотя Г. Э. Мюллер резко критиковал её метод, он усовершенствовал его и принял метод, назвав его Treffermethode, который широко используется с того момента. Эдвард Титченер высоко оценил исследования Калкинс, включив их результаты в своё «Руководство для учащихся». Профессор Клайн выбрал метод парных ассоциаций для своего учебника «Психология экспериментом», об этом Мэри упомянула в своей автобиографии. Техника парных ассоциаций также была включена в учебники психологии, опубликованные Хернштейном и Борингом. Хотя эта техника широко признана как один из самых больших вкладов Калкинс в психологию, это не та работа, которой сама Калкинс гордилась и придавала большое значение.
Мэри часто преуменьшала значение своих исследований в области памяти, но её сочинения «составляют поистине замечательное наследие … представляют важные, фундаментальные, воспроизводимые явления, которые имеют фундаментальное значение».
Во время учёбы с Уильямом Джеймсом Мэри впервые предложила ему использовать в качестве темы для одной из своих работ ассоциации, однако Джеймс не одобрил эту идею, сославшись на то, что он устал от этого направления. Однако для самой Мэри именно ассоциация стала ключевой темой её исследований и одной из её самых ценных работ в последующие годы (Calkins, 1930).

### Самопсихология
Одним из вкладов Калкинс в психологию была её система самопсихологии. В то время, когда существовало несколько «школ мысли», Калкинс основала школу «самопсихолога». К сожалению, она стала довольно скоро непопулярной из-за разногласий — многие психологи считали, что «я» или «душа» были нереальны и не стоили внимания как объект для исследований. Основными школами психологии в то время были структурализм и функционализм, которые вполне конкурировали друг с другом. Заявления, сделанные одной школой, могли жестко опровергаться со стороны другой. На работы в области самопсихологии повлияли труды Уильяма Джеймса и Джозайи Ройса из Гарварда. В частности, теория Джеймса об идее множественности «я» (включая материальное «я», социальное «я» и духовное «я») и теория Ройса о том, что люди определяют себя посредством межличностного общения, представляли особый интерес для Калкинс. Она провела много времени, работая с системой самопсихологии, критически исследуя себя как с философской, так и с психологической точек зрения. За многие годы учёбы Калкинс написала множество книг и статей на тему психологии самости. Эта тема была не популярна, хотя Мэри потратила на работу над ней много лет, поэтому её редко вспоминают ассоциируя с данной областью исследований. Несмотря на отсутствие признания, Калкин отказалась терять интерес к предмету, который описывается ею как «наука о сознательных я». Изучая самопсихологию, она смогла сформировать описания «я», такие как «я», которое остается тем же самым, «я», которое изменяется, «я», которое является уникальным, и несколько других описаний. Она продолжала изучать самопсихологию на протяжении всей своей карьеры, упоминая об этом в некоторых своих книгах, например в «Первой книге по психологии».
Её аргументация непопулярности психологии самости, заключалась в том, что «человек настолько постоянно осознает свое „я“, что его можно упустить из виду по понятным причинам, рассказывая о сенсационном опыте», и добавила, что это привело к отсутствию ссылки на «я» в интроспективные исследования. Она предположила, что эта система не была воспринята коллегами-психологами или учеными, по причине заблуждения относительно взаимоотношений «я» с душой, которое она обсуждает в своей статье «Дело „Я против души“» в 1917 году. В этой статье, она объясняет, что нашу душу следует рассматривать как саму жизнь. Она использовала теоретические аргументы, чтобы продвигать свою систему, отмечая её организующую роль в психологии. Калкинс считала её самопсихологию формой интроспекционистской психологии, предполагающей изучение собственного ментального опыта. По её мнению, принуждение думать человека интроспективно может помочь во многих аспектах его жизни, включая религию, мораль и прочее, о которых человек мог бы не задумываться или думать иначе. Интроспекционистская психология состоит из двух школ: имперсоналистической, которая отрицает «я» в своем определении психологии, и персоналистической, которая определяет психологию как исследование сознательных, функционирующих, переживающих себя. Калкинс была убеждена, что для адекватного обучения психологии необходима лаборатория, что самопсихологию можно исследовать экспериментально, но лично не участвовала в лабораторных экспериментах, связанных с самопсихологией. Она хотела, чтобы её школа самопсихологии стала теорией, на которой функционалы и структуралисты могли бы найти общий язык.
Самопсихология Калкинс не обходилась без критики со стороны коллег-психологов той эпохи. Джеймс Энджелл, отец-основатель функционализма, выступил против её пренебрежением тела как части личности. В своём президентском послании Калкинс (Американской психологической ассоциации) публично изложила принципы самопсихологии. Энджелл утверждал следующее: «Функциональная психология, которую я представлял, будет полностью согласована с „психологией самости“ мисс Калкинс. если бы не её крайний научный консерватизм в отказе позволить себе иметь тело … Настоящее психологическое „я“, как я её понимаю, — это чистый бестелесный дух — замечательная вещь добрых религиозных и философских предков, но, конечно же, не вещь, которую психология обязана знать». Однако, в его словах была некоторая неточность: Калкинс действительно оставила значительное пространство для тела в своем обращении, принимая во внимание сенсомоторные процессы и физиологические явления, однако она не считала тело существенным «базовым фактом» психологии.

## Борьба за гендерное равенство
Помимо своего вклада в развитие психологии, Мэри Уитон Калкинс была ярым сторонником в борьбе за права женщин, суфражисткой — активным участником борьбы за право женщин на голосование, споря «в демократической стране, управляемой избирательным правом своих граждан и подчиненной принципу и практике обучения женщин, различие по признаку пола является искусственным и нелогичным». Калкинс была пацифистом и членом Американского союза гражданских свобод. Во время работы в Wellesley во время Первой мировой войны коллега Калкинс был уволен за то, что придерживался миролюбивых взглядов. Мэри подала в отставку в знак солидарности, поскольку имела аналогичную позицию, но её заявка не была принята ни правлением, на президентом.
Самым заметным примером социальной справедливости в поддержку женщин стал отказ Калкинс от докторской степени в Рэдклиффе, женском колледже при Гарварде. В 1902 году Рэдклифф предложил докторские степени Калкинс и трем другим женщинам, которые закончили своё обучение в Гарварде, но не получили докторскую степень в Гарварде из-за гендерной дискриминации. Остальные трое приняли эту степень. Мюнстерберг советовал Мэри поступить так же, убеждая что данная степень равнозначна докторской степени Гарварда, но Калкинс осталась при своем мнении, заявив в письме совету директоров Рэдклиффа: «Более того, я считаю весьма вероятным, что степень Рэдклиффа будет рассматриваться как практический эквивалент степени Гарварда … и теперь, когда степень Рэдклиффа предлагается и мне, я сомневаюсь, что когда-то получение докторской степени Гарварда будет возможно для женщин». Её отказ красноречиво свидетельствует о целостности и характере, об отказе оправдать несправедливое различие между мужчинами и женщинами по признаку пола.
Дискриминация, которую она испытала по признаку пола, также была проиллюстрирована в других эпизодах. В своей автобиографии Калкинс вспоминает момент, когда в качестве члена Исполнительного комитета Американской психологической ассоциации Мюнстерберг, его студенты, включая Калкинс, должны были присутствовать на обеде, посвящённому заседанию комитета в Гарвардском союзе. Официант, тем не менее, возразил против входа группы, заявив, что «ни одна женщина не может ступить в главный зал, также невозможно допустить так много мужчин, в обществе только одной женщиной, в женскую столовую». Калкинс, постоянно находящаяся в борьбе и за свои идеи в профессиональной сфере, и за права женщин в своей автобиографии выразила благодарность тем людям, которые её не дискриминировали. «Дружелюбный, товарищеский и освежающе-деловой прием», который она получила от мужчин, работающих в лаборатории Мюнстерберга в качестве ассистентов и студентов, описан в её книге с большой признательностью. Она также была признательна и благодарна Мюнстербергу, который без колебаний «распахнул двери Лаборатории» для неё. Мэри была первой женщиной, завершившей все курсовые работы, экзамены и исследования для получения докторской степени, и, хотя официально она никогда не присуждалась, именно она считается первой женщиной, получившей докторскую степень в области психологии. В 1891 году, через 12 лет после того, как Вильгельм Вундт основал первую психологическую лабораторию в Лейпциге, Германия, Калкинс создала первую психологическую лабораторию, основанную женщиной, а также первую лабораторию, основанную в женском колледже. На создание её лаборатории было потрачено всего около 200 долларов, когда остальные аналогичные объекты финансировались на более крупные суммы, начиная от 800—1000 долларов. Это удалось сделать благодаря экономии на аппаратах и и других вспомогательных инструментах для исследований, сделанных буквально из подручных материалов, в ближайших мастерских. Её лаборатория находилась на чердаке пятого этажа Колледж-холла в Уэллсли-колледже. В своей лаборатории она преподавала курс «Психология с физиологической точки зрения». Пятьдесят студентов, посещавших этот курс, прошли обучение по ряду направлений психологии и провели эксперименты по таким предметам, как ассоциации и ощущения. Её лаборатория располагалась рядом с физической лабораторией, в которой однажды произошел пожар, который уничтожил обе лаборатории. В результате инцидента не пострадали ни студенты, ни преподаватели, но первая лаборатория женской психологии была уничтожена. Спустя время лаборатория Мэри Калкинс выла восстановлена, а на посту управляющей её сменила Элеонора Гэмбл.